# Всемирный день доброты

Ежегодный неофициальный праздник: "Всемирный день доброты", отмечаемый 13 ноября и круглый год добрыми делами и волонтёрством.

Всемирный день доброты — международный праздник, отмечаемый 13 ноября. Он был введён в 1998 году Всемирным движением доброты, коалицией неправительственных организаций доброты наций. Этот неофициальный праздник ежегодно отмечается во многих странах.
Люди, совершающие добрые поступки и дела, чувствуют себя физически лучше, обладают хорошим иммунитетом и ощущают свою жизнь более гармоничной.

## История праздника
В 1997 году в Японии было создано волонтёрское движение «Всемирное движение за доброту», не относящееся к политической и религиозной принадлежности. В волонтёрское движение вошли представители тихоокеанского региона.
Через год, 13 ноября, в Токио стартовала первая конференция волонтёрского движения. День её открытия и стал датой нового праздника – Всемирного дня доброты.
Единомышленники движения доброты из разных стран год от года неустанно действуют по всему миру, вдохновляя людей на совершения добрых дел.
У движения есть свой официальный документ – «Декларация доброты», который гласит: «Мы признаём фундаментальную важность простой человеческой доброты, как основного условия доставляющей удовлетворение и осмысленной жизни, и этим документом провозглашаем создание Всемирного движения доброты. Мы будем стремиться объединиться через организации в каждой стране и с помощью создания всемирной сети, и создать более добрый и более полный сочувствия мир». Раз в два года Всемирное движение за доброту выбирает совет.
Основное общение участников проходит через Интернет, где на своих ресурсах они рассказывают об идеях добрых дел и их воплощении в жизнь.

## Традиции праздника
Праздник отмечают во многих странах мира. Ежегодно количество стран – участников растёт.
Символом Всемирного дня доброты является сердце.
В 2009 году в Москве, на Манежной площади прошёл флешмоб. Собравшиеся организовали большой «живой круг» вокруг фонтана Часы Мира.
Чётких правил и традиций на празднования этого дня не существует, поэтому каждый человек сам может решить какое доброе дело он сделает. Ведь совершая доброе дело – ты изменяешь мир к лучшему!
Например, можно оказать физическую или материальную помощь нуждающимся людям.
Помочь пожилым соседям или убраться в подъезде или провести субботник.
Приютить бездомное животное, погулять с собаками из приюта или оказать финансовую помощь бездомным животным. Всё в ваших силах.
Продвигайте свои идеи доброты, чтобы добрые дела совершались не только в праздник, но и круглый год. Помогая окружающим Вы помогаете и себе, получая от этого моральное удовлетворение!